# Palais Bückeburg

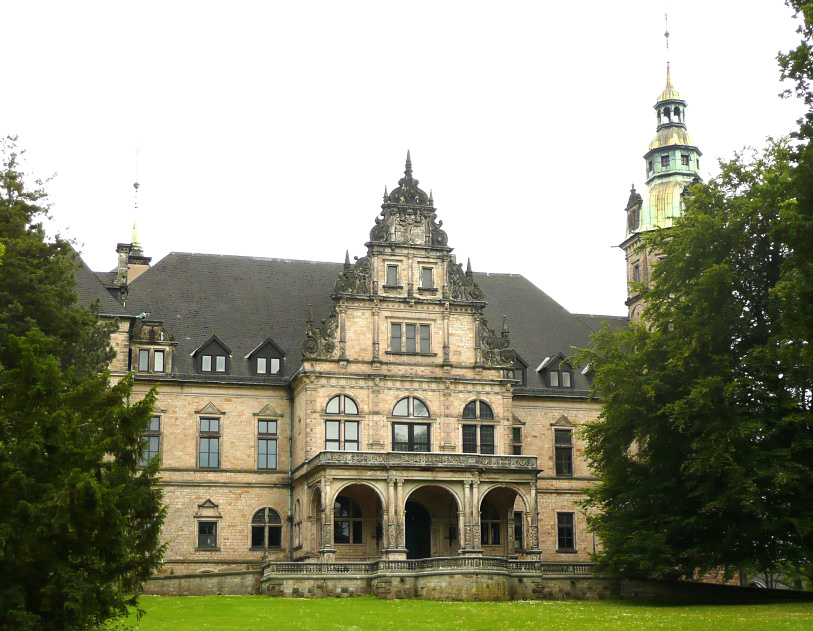
Palais Bückeburg (Ansicht von Norden)

Das Palais in Bückeburg, auch Herminen-Palais genannt, in Bückeburg wurde 1893–1896 als Witwensitz für Prinzessin Hermine zu Waldeck-Pyrmont (1827–1910) erbaut, ist heute Sitz einer berufsbildenden Schule und steht unter Denkmalschutz.

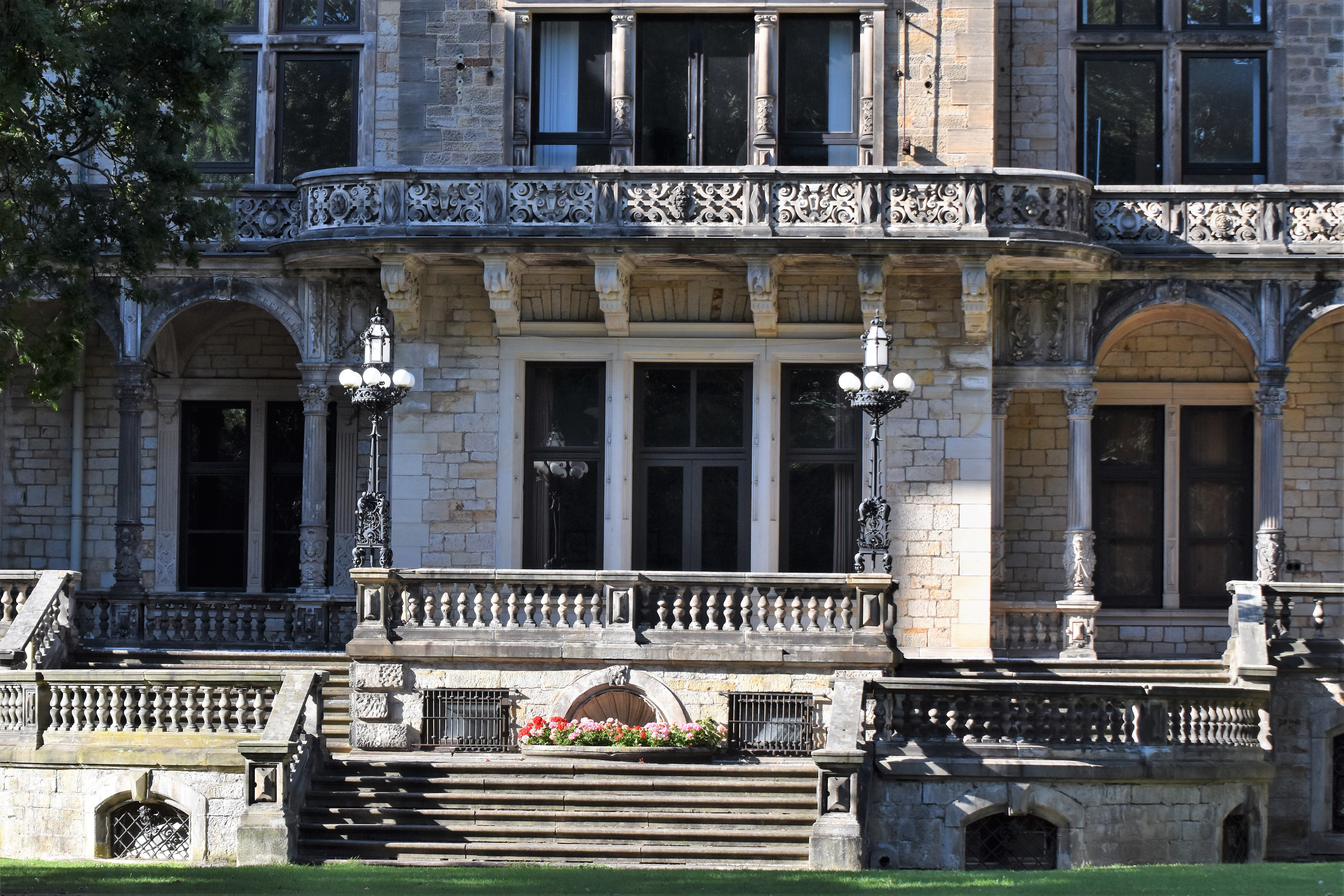
Balkon auf der Südseite des Palais

## Gebäude
Mitten in der damaligen Residenzstadt gelegen, diente das historistische Palais als Witwensitz der Fürstin Hermine, der Witwe von Fürst Adolf I. Georg zu Schaumburg-Lippe. Das ab 1882 vom hannoverschen Architekten Hermann Schaedtler im Auftrag von Fürst Georg entworfene und am 25. Juni 1893 von der Fürstenwitwe in Auftrag gegebene Gebäude war Ende 1896 bezugsfertig. Es steht in einer eigenen Parkanlage zwischen Herminenstraße, Birkenallee, Parkstraße und Georgstraße. Das Gebäude ist in Obernkirchener Sandstein erbaut und hat einen rechteckigen Grundriss mit einer Breite von 55 m (Nordfront) und einer Tiefe von 32,50 m. Der runde Turm ist 56 m hoch. Das Hauptportal liegt auf der Nordseite. An der zum Park gelegenen Südseite ist dem Palais eine von Balustraden umsäumte Terrasse vorgelagert.
Vom Foyer führt eine von 16 Säulen gesäumte Haupttreppe ins Obergeschoss. Im Großen Festsaal ist ein vom hannoverschen Kirchenmaler Oscar Wichtendahl entworfenes Deckengemälde zu sehen.
Während des Zweiten Weltkriegs diente das Gebäude als Lazarett und später als Offizierskasino der Royal Air Force. In den 1950er Jahren war unter anderem die Vertretung einer großen Margarinefabrik im Gebäude untergebracht. Andere Räume wurden zu mehreren Wohnungen zusammengefasst und bis 1955 vermietet. 1960 mietete eine Schule das fürstliche Palais vom Haus Schaumburg-Lippe für den Schulbetrieb an und erwarb es 1969 zu Eigentum.
Das im Stil der Neorenaissance errichtete Gebäude wurde später renoviert. 1980 wurde das bei Bränden in den Jahren 1945 (Dachstuhl) und 1964 (Ostturm) stark beschädigte Gebäude anhand alter Bauunterlagen restauriert.

## Heutige Nutzung
Seit 1960 dient das Palais den Schülern der Bernd-Blindow-Schulen als Ausbildungsstätte.
Die historischen Räumlichkeiten werden für private und öffentliche Veranstaltungen sowie für Film- und Fernsehproduktionen genutzt.